# Kazumi Okamura
Kazumi Okamura (japanisch 岡村 和美 Okamura Kazumi; * 23. Dezember 1957) ist eine japanische Juristin. Sie ist seit 2019 Richterin am Obersten Gerichtshof Japans.

## Leben und Wirken
Okamura studierte Rechtswissenschaften an der Waseda-Universität, wo sie 1980 ihren Abschluss machte. 1983 wurde sie in Tokio zur Anwaltschaft zugelassen und war in der Folge in einer international tätigen Kanzlei tätig. 1988 erwarb sie an der Harvard Law School den Titel Master of Laws; im folgenden Jahr wurde sie zur Anwaltschaft des Bundesstaates New York zugelassen. Ab 1990 war Okamura für die Rechtsabteilung von Morgan Stanley tätig. 2000 kehrte sie nach Japan zurück und trat als Staatsanwältin in den japanischen Justizdienst ein. Nach verschiedenen Tätigkeiten im japanischen Justizministerium unter anderem als Direktorin des Referats für internationale Angelegenheiten in der Abteilung für Strafrecht wurde sie 2005 Staatsanwältin bei der Tokioter Generalstaatsanwaltschaft. 2007 kehrte sie als Beraterin in der Stabsabteilung des Ministers an das Justizministerium zurück und wurde noch im selben Jahr Direktorin für internationale Angelegenheiten im Exekutivbüro der Wertpapier- und Börsenaufsichtskommission innerhalb der japanische Finanzdienstleistungsaufsichtsbehörde. Nach einer kurzzeitigen abermaligen Tätigkeit bei der Generalstaatsanwaltschaft wurde Okamura 2014 als erste Frau Generaldirektorin der Abteilung für Menschenrechte im japanischen Justizministerium. 2016 wurde sie Beauftragte der japanischen Regierung für Verbraucherschutz.
Am 2. Oktober 2019 wurde Kazumi Okamura zur Richterin am Obersten Gerichtshof Japans ernannt. Hier war sie unter anderem an einer Entscheidung beteiligt, die den Angehörigen eines im Zweiten Weltkrieg in japanischen Diensten gefallenen Südkoreaners dessen Aufnahme in den Yasukuni-Schrein verwehrte; gleichzeitig wurde die japanische Regierung aber verpflichtet, eine Liste der Kriegstoten an den Yasukuni-Schrein zu übermitteln. Zudem stimmte sie bei der Entscheidung über die Verfassungsmäßigkeit der Verpflichtung japanischer Ehepaare, den gleichen Nachnamen zu führen, für die Verfassungsmäßigkeit dieser Verpflichtung.